# Combarogèr
Combarogèr (en francès Comberouger) és un municipi francès situat al departament de Tarn i Garona i a la regió d'Occitània.

## Demografia
| 1962                                       | 1968 | 1975 | 1982 | 1990 | 1999 | 2007 |
| ------------------------------------------ | ---- | ---- | ---- | ---- | ---- | ---- |
| 150                                        | 185  | 165  | 171  | 204  | 225  | 296  |
| Des de 1962: població sense dobles comptes |      |      |      |      |      |      |

## Administració
| Període   | Identitat               | Partit |
| --------- | ----------------------- | ------ |
| 2001-2008 | Jean-Jacques Laborderie |        |
| 2008-     | Angeline Centis         |        |

## Llocs i Monuments

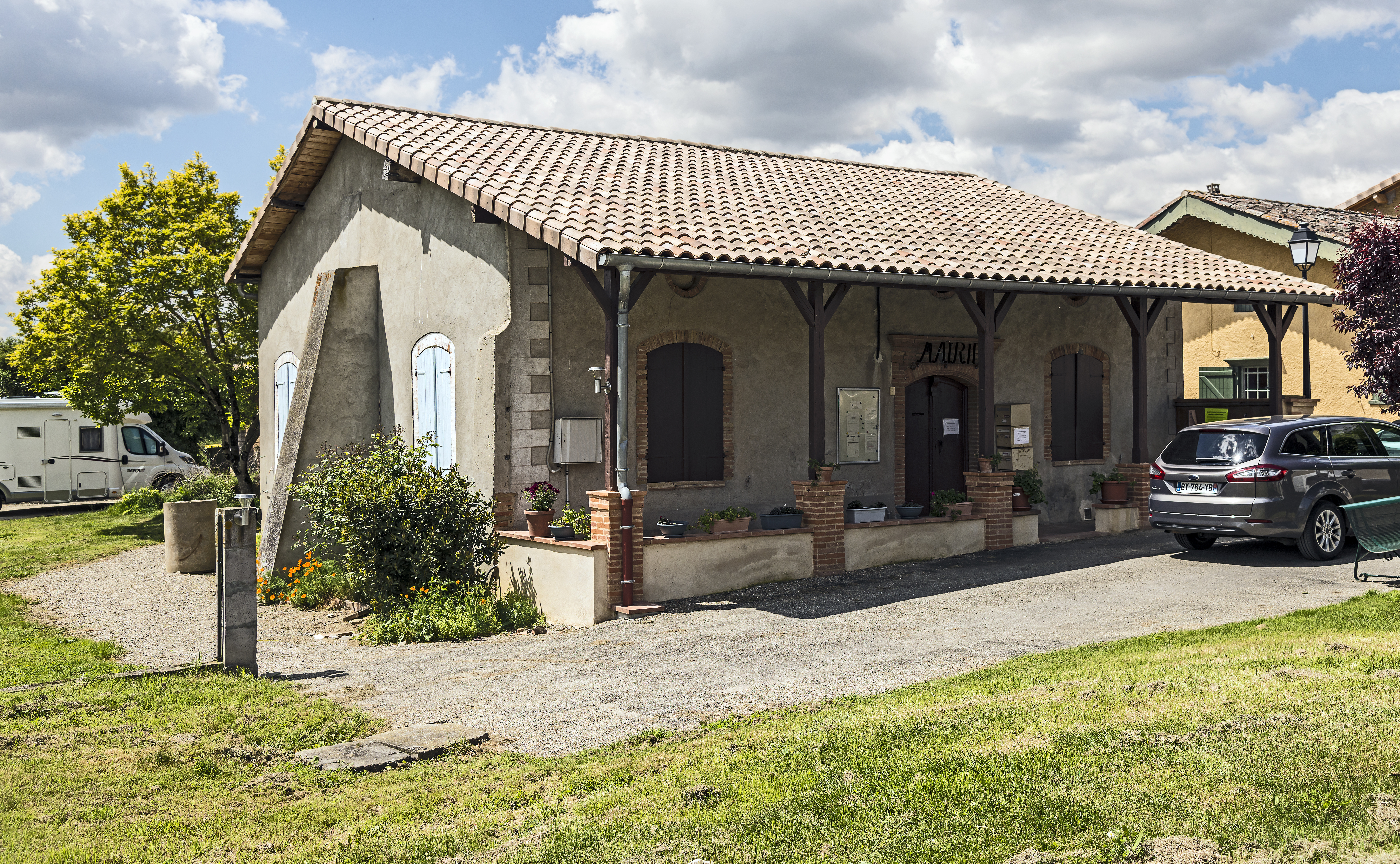
Ajuntament
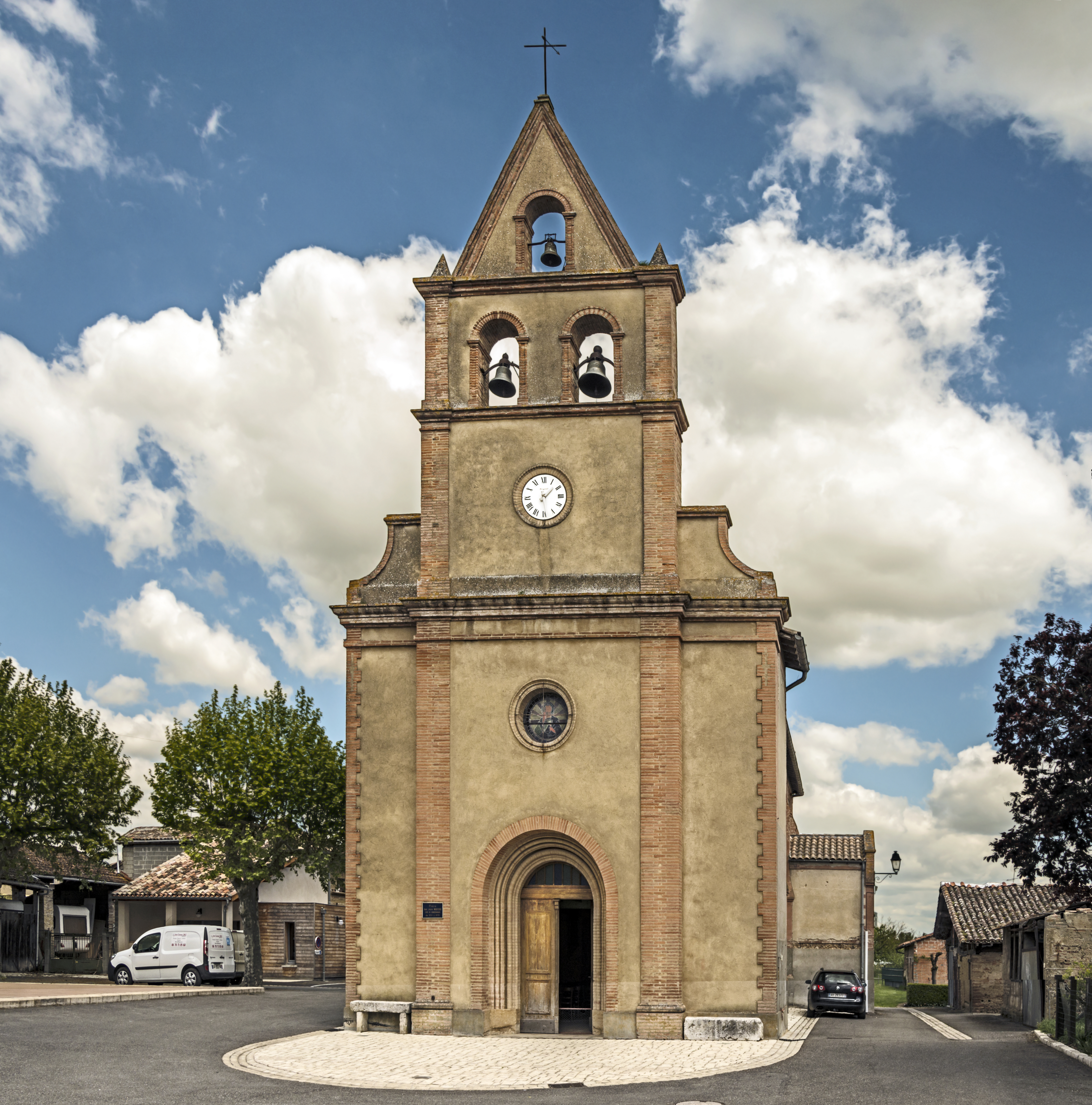
L'església
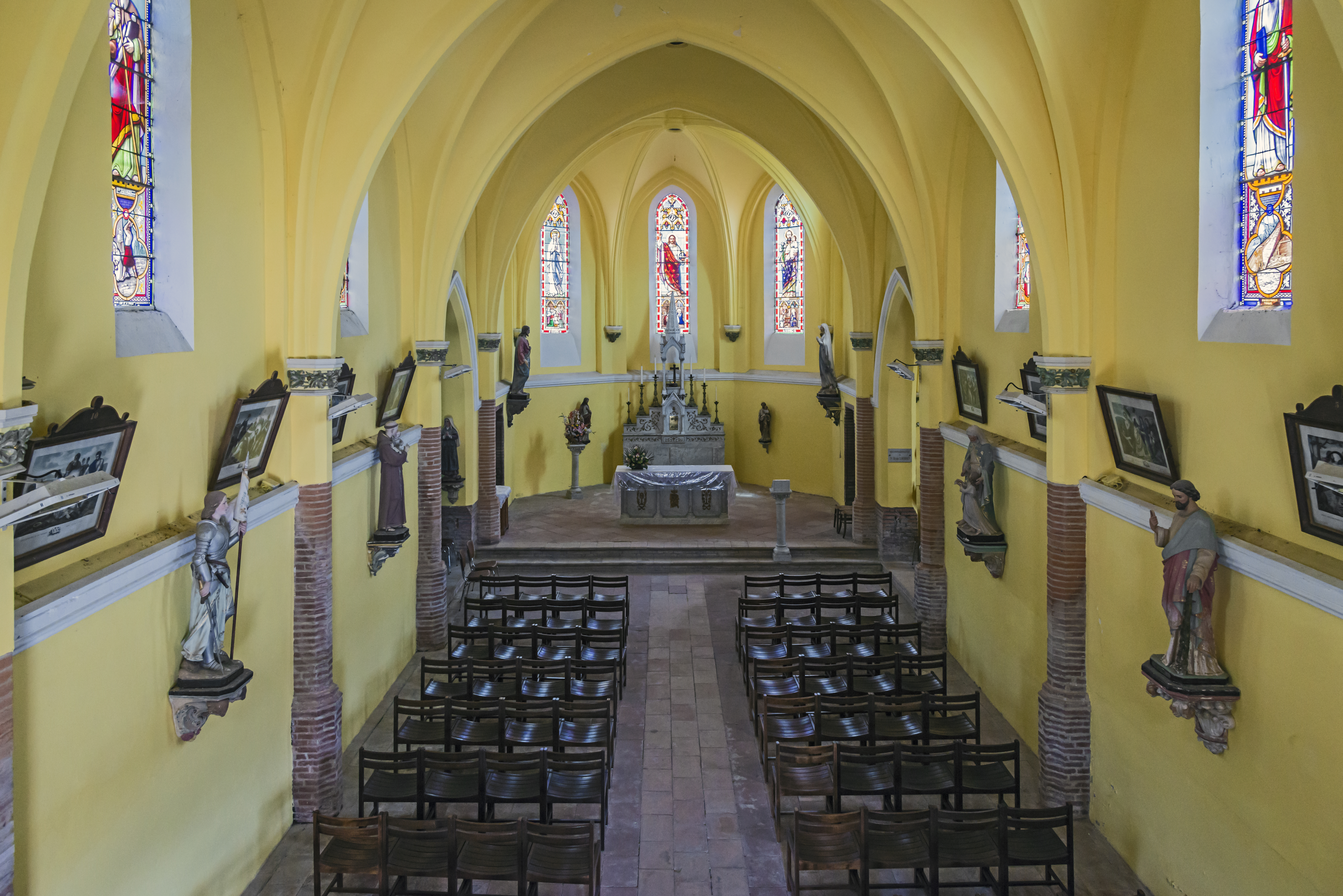
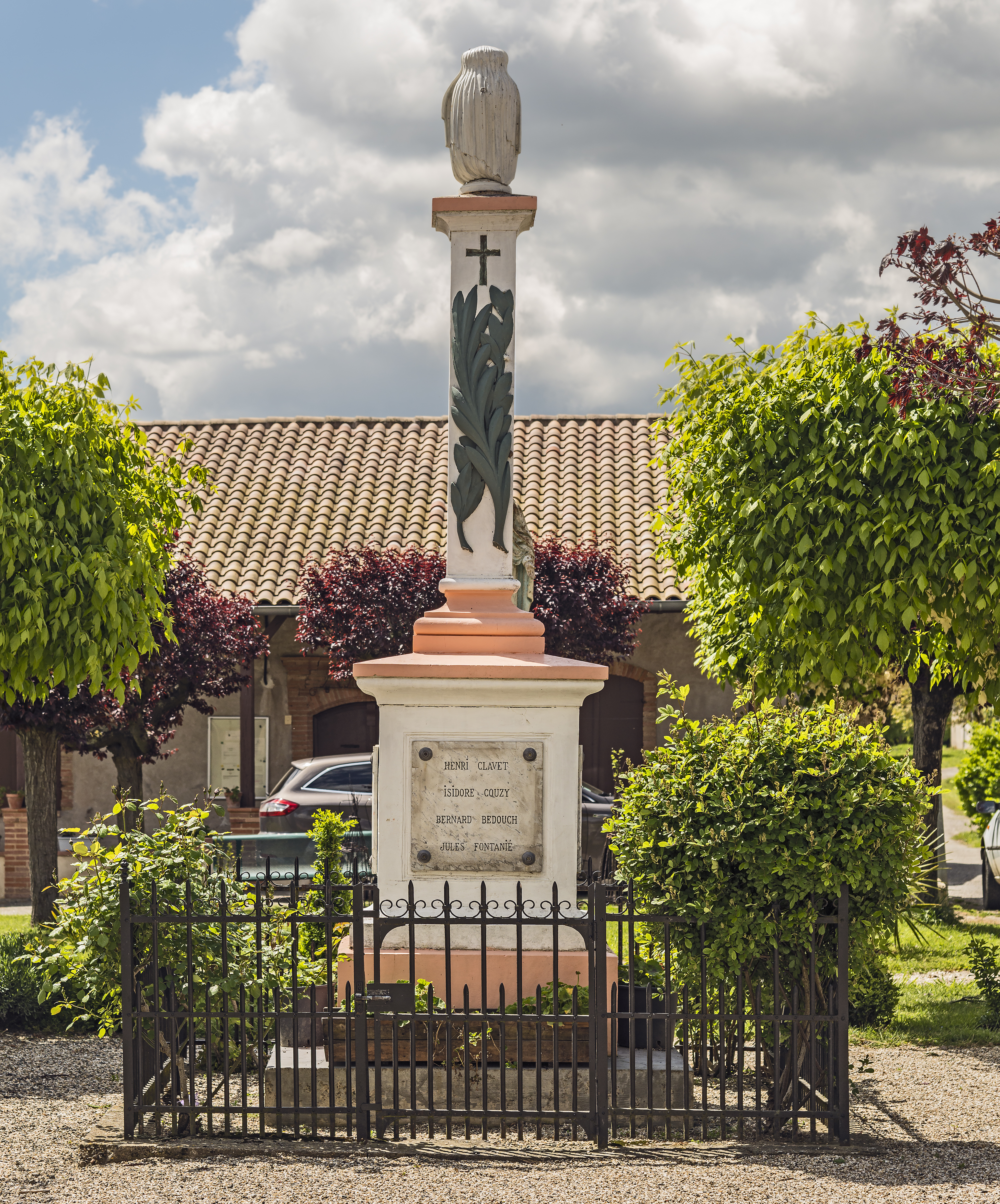
El monument de la guerra

## Personatges lligats al municipi
- Antonin Perbòsc, mestre laic i felibre federalista, va realitzar amb ajut dels seus alumnes de Combarogèr de 1900 a 1908 (nens de 7 a 13 anys) un recull de contes i cançons populars.